# Ty Ronning
Ty Ronning (* 20. Oktober 1997 in Burnaby, British Columbia) ist ein US-amerikanisch-kanadischer Eishockeyspieler, der seit Juli 2023 bei den Eisbären Berlin aus der Deutschen Eishockey Liga (DEL) unter Vertrag steht und dort auf der Position des rechten Flügelstürmers spielt. Mit den Eisbären gewann Ronning in den Jahren 2024 und 2025 die Deutsche Meisterschaft. Im Verlauf seiner Karriere war er außerdem in den nordamerikanischen Profiligen American Hockey League (AHL) und ECHL aktiv.

## Karriere

### Anfänge

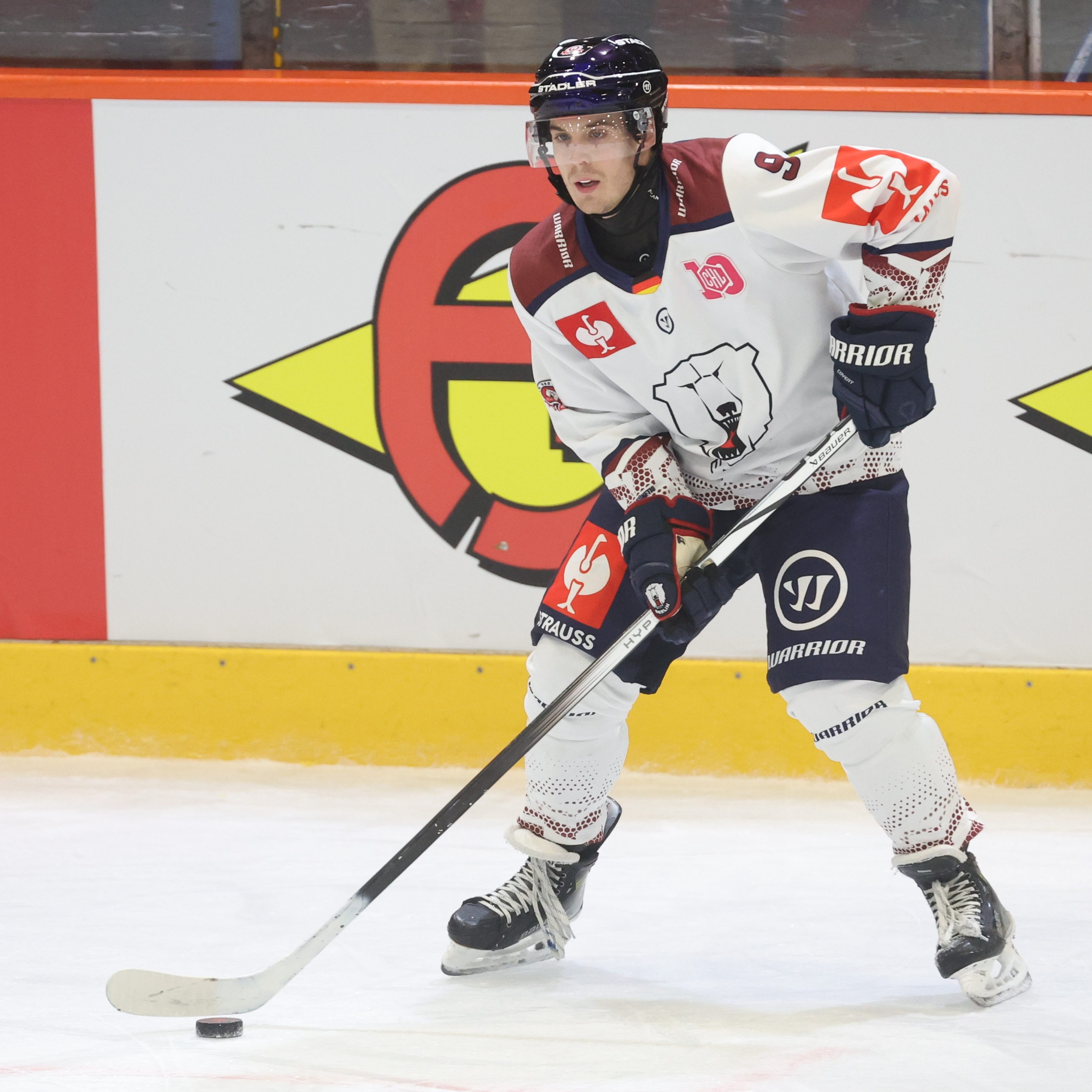
Ronning im Trikot der Eisbären Berlin (2024)

Als Sohn von Cliff Ronning, der mehr als 1200 Spiele in der National Hockey League (NHL) absolvierte, war das Interesse am Eishockey bei Ty Ronning schon als Kind geweckt und der Besuch von Eishockeyspielen bei den Olympischen Winterspielen 2010 in seiner Heimatregion Vancouver motivierte ihn noch mehr, professioneller Eishockeyspieler zu werden. Durch die Leistungen in seinen Schülermannschaften Burnaby Winter Club sowie der Delta Hockey Academy konnte er sich für die Vancouver Giants, einem Team aus der Western Hockey League (WHL), empfehlen. Obwohl Ronning mit seinen körperlichen Voraussetzungen als zu klein und schmächtig für eine Karriere als professioneller Eishockeyspieler galt, hoffte er mit Schnelligkeit und Einsatz, ähnlich wie sein Vater oder andere eher kleine Spieler wie Johnny Gaudreau oder Brendan Gallagher, der in seiner Jugend auch für die Giants gespielt hatte, auf eine erfolgreiche Zukunft in dieser Sportart. Beim NHL Entry Draft 2016 wurde dem 18-Jährigen eine Position unter den Top-100 zugetraut, nachdem er in der Spielzeit 2015/16 punktbester Spieler seines Teams geworden war, obwohl er in der Vorsaison aufgrund eines Schlüsselbeinbruchs lange pausiert hatte. Am Ende wurde Ronning auf Position 201 von den New York Rangers ausgewählt. In seiner letzten Juniorensaison 2017/18  war er der erste Giant-Spieler, der mit 61 Toren in einer Spielzeit mehr als 50 Tore in einer Saison erzielt hatte und löste damit den bisherigen Rekordhalter Evander Kane ab. Ronning war damit auch in der dritten Spielzeit in Folge der punktbeste Spieler seines Teams, führte die Giants erstmals nach fünf Jahren wieder direkt in die Playoffs und erhielt am Ende der Saison die Doug Wickenheiser Memorial Trophy. Mit insgesamt 218 Punkten für die Vancouver Giants waren in dieser Statistik zum Zeitpunkt seines Abschieds nur Craig Cunningham, Adam Courchaine und Brendan Gallagher vor ihm platziert.
Nach dieser erfolgreichen Saison erhielt er von den New York Rangers einen Einstiegsvertrag und begann die Spielzeit bei dessen AHL-Franchise, den Hartford Wolf Pack. In den ersten acht Spielen für das Wolf Pack erzielte er einen Punkt und wurde daraufhin an das ECHL-Franchise der Rangers, die Maine Mariners abgegeben, bei denen er in 25 Einsätzen 22 Punkte erzielte. Auch in den folgenden Spielzeiten wechselte er zwischen den AHL- und ECHL-Teams, in der Spielzeit 2021/22 spielte er nur für Hartford und war mit 39 Punkten drittbester Scorer des Teams. Trotzdem wurde sein Vertrag bei der Organisation der Rangers, ohne einem NHL-Einsatz, nach vier Jahren nicht verlängert.

### Wechsel nach Deutschland
Als Free Agent begann er die Saison 2022/23 beim AHL-Team Iowa Wild, bevor er während der Spielzeit nach Europa in die Deutsche Eishockey Liga (DEL) zum ERC Ingolstadt wechselte. Beim Verein aus Oberbayern konnte er in 29 Einsätzen 21 Punkte erzielen, wobei er mit sechs Toren in den Playoffs der beste Torschütze des späteren Vizemeisters war. Eigentlich wollte er sich mit seinem Wechsel nach Europa dem HC Bozen anbieten und auf Grund seiner italienischen Mutter für die Italienische Eishockeynationalmannschaft empfehlen, um bei den Olympischen Winterspielen 2026 in Mailand für das Heimatland seiner Mutter anzutreten. Nach seinem erfolgreichen Abenteuer in der DEL blieb er jedoch in dieser Liga und wechselte für die Saison 2023/24 zu den Eisbären Berlin. Beim Team aus der Hauptstadt kam er aufgrund von Verletzungen in der Hauptrunde nur zu 27 Einsätzen, in denen er 20 Punkte erreichte. Besondere Aufmerksamkeit erregte seine Leistung in den Playoffs, in denen er mit acht Treffern der erfolgreichste Torjäger der gesamten Liga war. Dabei erzielte er unter anderem beide Tore in den Verlängerungsspielen der Halbfinalserie gegen die Straubing Tigers und führte in der Finalserie gegen die Fischtown Pinguins Bremerhaven im vorentscheidenden vierten Spiel mit einem Hattrick die Eisbären zur Meisterschaft. Ein Jahr darauf konnte er den Titel gegen die Kölner Haie verteidigen und wurde als wertvollster Spieler der Finalserie geehrt.

## DEL-Rekorde
In der Spielzeit 2024/25 erreichte er mit den Eisbären Berlin erneut den zweiten Tabellenplatz nach der Hauptrunde und übertraf während des dritten Playoff-Halbfinalspiels gegen die Adler Mannheim den Rekord von Peter Draisaitl aus der Saison 1994/95, der in 21 Spielen in Folge mindestens einen Scorerpunkt gesammelt hatte. Ronning baute diese Serie bis zum letzten Finalspiel des Jahres 2025 weiter aus (28 Spiele) und stellte zudem zwei weitere Rekorde auf: Er punktete in 14 Playoff-Spielen in Folge und war der erste DEL-Spieler, der sowohl die Hauptrunde als auch Playoffs als bester Scorer anführte.

## Erfolge und Auszeichnungen
| - 2018 Doug Wickenheiser Memorial Trophy - 2018 WHL West Second All-Star Team - 2023 Deutscher Vizemeister mit dem ERC Ingolstadt - 2024 Deutscher Meister mit den Eisbären Berlin - 2024 Bester Torschütze der DEL-Playoffs - 2025 Deutscher Meister mit den Eisbären Berlin | - 2025 Topscorer der DEL-Hauptrunde - 2025 Bester Torschütze der DEL-Hauptrunde - 2025 Topscorer der DEL-Playoffs - 2025 Bester Torschütze der DEL-Playoffs - 2025 Wertvollster Spieler der DEL-Finalserie |

### International
- 2014 Silbermedaille bei der World U-17 Hockey Challenge

## Karrierestatistik
Stand: Ende der Saison 2024/25

### International
Vertrat Kanada bei:
- World U-17 Hockey Challenge Januar 2014

(Legende zur Spielerstatistik: Sp oder GP = absolvierte Spiele; T oder G = erzielte Tore; V oder A = erzielte Assists; Pkt oder Pts = erzielte Scorerpunkte; SM oder PIM = erhaltene Strafminuten; +/− = Plus/Minus-Bilanz; PP = erzielte Überzahltore; SH = erzielte Unterzahltore; GW = erzielte Siegtore; 1 Play-downs/Relegation; Kursiv: Statistik nicht vollständig)